# Християнсько-народна партія
Христи́янсько-нарóдна пáртія — політична група на Закарпатті в 1922–1938 роках народовецького напряму, наступниця Руської хліборобської партії.
Співпрацювала з чеською католицькою партією монсеньйора Яна Шрамека. У 1925—1929 роках мала одного посла (Августина Волошина) в чехо-словацькому парламенті. Інші діячі: Юлій Бращайко, Михайло Бращайко, Микола Долинай, о. Кирило Феделеш.
Орган Християнсько-народної партії — «Свобода».